# Città della Colombia
Di seguito l'elenco delle principali città della Colombia.
La città più popolosa della Colombia è la capitale Bogotà con una popolazione di quasi 8 milioni di abitanti. Altre grandi città sono Medellín con oltre 3 milioni di abitanti, Cali con oltre 2,5 milioni di persone, Barranquilla (1.694.879) e Bucaramanga (1.012.331) dati del censimento 2005.
Oltre il 40% della popolazione complessiva si concentra in cinque aree urbane.
Nella seguente tabella sono indicate le città che superano i 100 000 abitanti, i risultati dei censimenti del 15 ottobre 1985, del 24 ottobre 1993 e del 22 maggio 2005 e i dipartimenti di appartenenza delle città.
I dati del 1993 e del 2005 sono tratti dal dipartimento nazionale di statistica della Colombia.
| Città                | Cens. 1985 | Cens. 1993 | Cens. 2005 | Dipartimento       |
| Apartadó             | 29.847     | 67.591     | 131.405    | Antioquia          |
| Armenia              | 192.409    | 223.284    | 280.930    | Quindío            |
| Barrancabermeja      | 141.516    | 157.433    | 190.058    | Santander          |
| Barranquilla         | 917.486    | 993.759    | 1.146.359  | Atlántico          |
| Bello                | 211.203    | 264.009    | 371.591    | Antioquia          |
| Bogotà, D.C.         | 4.176.769  | 4.945.448  | 6.840.116  | Bogotà, D.C.       |
| Bucaramanga          | 351.687    | 414.365    | 516.512    | Santander          |
| Buenaventura         | 165.829    | 227.478    | 328.794    | Valle del Cauca    |
| Cali                 | 1.369.331  | 1.666.468  | 2.119.908  | Valle del Cauca    |
| Cartagena            | 513.986    | 656.632    | 892.545    | Bolívar            |
| Cartago              | 95.650     | 105.234    | 124.831    | Valle del Cauca    |
| Ciénaga              |            | 130.610    | 101.985    | Magdalena          |
| Cúcuta               | 383.584    | 482.490    | 587.676    | Norte de Santander |
| Dos Quebradas        | 97.063     | 139.839    | 179.301    | Risaralda          |
| Duitama              |            | 94.874     | 107.406    | Boyacá             |
| Envigado             | 87.574     | 115.484    | 174.108    | Antioquia          |
| Facatativá           |            | 69.552     | 107.452    | Cundinamarca       |
| Florencia            | 71.305     | 96.247     | 143.871    | Caquetá            |
| Floridablanca        | 142.153    | 192.856    | 254.683    | Santander          |
| Fusagasugá           |            | 75.333     | 108.938    | Cundinamarca       |
| Girón                | 40.255     | 79.799     | 135.791    | Santander          |
| Guadalajara de Buga  |            | 107.036    | 116.893    | Valle del Cauca    |
| Ibagué               | 280.638    | 365.136    | 498.401    | Tolima             |
| Ipiales              |            | 74.495     | 109.116    | Nariño             |
| Itagüí               | 139.050    | 180.354    | 232.680    | Antioquia          |
| Lorica               |            | 100.543    | 110.316    | Córdoba            |
| Magangué             |            | 102.155    | 121.515    | Bolívar            |
| Maicao               | 49.262     | 93.093     | 123.757    | La Guajira         |
| Malambo              |            | 71.925     | 101.280    | Atlántico          |
| Manizales            | 283.365    | 327.663    | 379.972    | Caldas             |
| Medellín             | 1.452.392  | 1.630.009  | 2.216.830  | Antioquia          |
| Montería             | 162.056    | 275.952    | 378.970    | Córdoba            |
| Neiva                | 179.908    | 250.838    | 316.033    | Huila              |
| Palmira              | 181.157    | 234.166    | 284.470    | Valle del Cauca    |
| Pasto                | 203.742    | 294.024    | 382.618    | Nariño             |
| Pereira              | 241.927    | 354.625    | 443.554    | Risaralda          |
| Piedecuesta          |            | 72.631     | 117.364    | Santander          |
| Pitalito             |            | 66.070     | 102.485    | Huila              |
| Popayán              | 149.019    | 187.519    | 257.512    | Cauca              |
| Quibdó               | 50.277     | 102.003    | 112.886    | Chocó              |
| Riohacha             | 49.931     | 97.289     | 167.865    | La Guajira         |
| Rionegro             |            | 70.352     | 100.502    | Antioquia          |
| San Andres de Tumaco |            | 115.674    | 160.034    | Nariño             |
| Santa Marta          | 175.687    | 283.711    | 415.270    | Magdalena          |
| Sincelejo            | 122.484    | 174.345    | 237.618    | Sucre              |
| Soacha               | 100.691    | 230.335    | 402.007    | Cundinamarca       |
| Sogamoso             |            | 109.115    | 117.094    | Boyacá             |
| Soledad              | 168.291    | 238.153    | 461.851    | Atlántico          |
| Tuluá                | 103.123    | 145.531    | 187.275    | Valle del Cauca    |
| Tunja                | 89.164     | 107.807    | 154.096    | Boyacá             |
| Turbo                |            | 78.529     | 121.919    | Antioquia          |
| Uribia               |            | 55.685     | 117.674    | La Guajira         |
| Valledupar           | 150.838    | 248.525    | 354.449    | Cesar              |
| Villavicencio        | 162.556    | 253.780    | 380.222    | Meta               |
| Yopal                |            | 44.761     | 106.822    | Casanare           |
| Zipaquirá            |            | 69.695     | 101.551    | Cundinamarca       |